# Gros Temps
Gros Temps (titre original : Heavy Weather) est un roman de science-fiction de Bruce Sterling, publié pour la première fois en 1994, sur un groupe de chasseurs de tempêtes dans un monde où le réchauffement climatique a produit des conditions météorologiques incroyablement destructrices. 

## Résumé
Gros Temps décrit, en 2031, un monde dans lequel l’humanité a déséquilibré l’écosystème mondial avec sa production continue de gaz à effet de serre et son expansion incontrôlée. En conséquence, le temps est devenu imprévisible et dangereux. De puissantes tempêtes laissent régulièrement des traces dévastatrices. Alex Unger, un jeune homme souffrant de nombreux problèmes de santé, est libéré de sa clinique par Janey,  une sœur clandestine illégale et ramené en Amérique par son groupe d'amis et de collègues, la troupe Storm. La troupe est composée de chasseurs de tempêtes dévoués et compétents qui utilisent la haute technologie pour documenter et étudier le temps, dirigée par l'amant de Janey, le scientifique charismatique et brillant Jerry Mulcahey. Ils se préparent à affronter un F-6, une tempête aux proportions vraiment monstrueuses. 
Le roman traite de scénarios directement extrapolés à partir de problèmes émergents liés à sa création, tels que la maladie résistante aux antibiotiques, le changement climatique et l’effondrement social dû à la désintégration monétaire, entre autres. 